# Демирташ (квартал на Истанбул)
„Демирташ“ (на турски: Demirtaş) е квартал на Истанбул, разположен в градска околия Фатих. Общата му площ е 0,085 км2. Според данни на Адресната система за регистриране на населението (ABPRS) към 2024 г. населението на „Демирташ“ е 268 жители.